# شاعار إفرايم
شاعار إفرايم ((بالعبرية: שַׁעַר אֶפְרַיִם‏)، حرفياً بوابة إفرايم) هو موشاف في وسط إسرائيل. يقع في سهل شارون، ويقع ضِمن نطاق مجلس ليف هشارون الإقليمي. في 2019، بلغ عدد سكانه 1,907.

## التاريخ
تأسست القرية عام 1953، واشتُق اسمها من حقيقة أن المنطقة كانت موطناً لسبط إفرايم.